# کریوی
کریوی (به صربی: Krivelj) یک منطقهٔ مسکونی در صربستان است که در بور واقع شده‌است. کریوی ۱٬۳۱۶ نفر جمعیت دارد.